# Mira Praia
Die Mira Praia ist ein Fährschiff der portugiesischen Reederei Transado, das 1969 als Cuthred für die British Rail in Dienst gestellt wurde. Bis zu seiner Außerdienststellung im Jahr 2009 war das Schiff die einzige Fährverbindung zwischen Setúbal und Tróia.

## Geschichte
Die Cuthred entstand unter der Baunummer 498 in der Werft von Richards Shipbuilders in Lowestoft und lief am 3. Juni 1969 vom Stapel. Noch im selben Monat erfolgte die Ablieferung an die British Rail und die Indienststellung auf der Strecke von Portsmouth nach Fishbourne.
Ab 1979 wurde die Cuthred von der zur British Rail gehörenden Reederei Sealink bereedert. Ab 1983 war das Schiff nur noch in den Sommermonaten im Einsatz, während es im Winter auflag. Ab Juli 1984 gehörte die Fähre der Sea Containers Ltd., ehe sie 1986 ausgemustert und in Lymington aufgelegt wurde.
1989 kaufte die Gesellschaft Open Leisure das nun Clemtyne getaufte Schiff mit dem Plan, es zu einem Partyboot im Stil eines Mississippi-Raddampfers umzubauen. Dies wurde jedoch wieder verworfen. Stattdessen ging es im Januar 1990 als Mira Praia an die portugiesische Reederei Transado und stand seitdem als Fähre auf der Strecke von Setúbal nach Tróia im Einsatz.
Nach 17 Jahren im Dienst für Transado wurde die Mira Praia mit dem Ende der Konzession an den Besitzer – die für den Fährverkehr verantwortliche Hafenverwaltung APSS – Administração dos Portos de Setúbal e Sesimbra – zurückgegeben und für noch zwei Jahre von der Nachfolgereederei Atlantic Ferries genutzt. 2009 wurde sie ausgemustert und in Setúbal aufgelegt, wo sie sich seitdem befindet.